# Serkan Tören

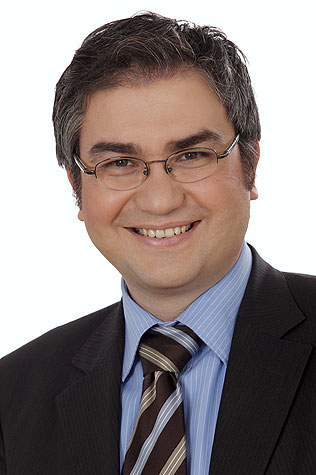
Serkan Tören (2009)

Serkan Tören (* 6. November 1972 in Fatsa, Türkei) ist ein türkisch-deutscher FDP-Politiker.

## Leben
Nach dem Abitur im Jahre 1992 am Vincent-Lübeck-Gymnasium (damals noch Vincenct-Lübeck-Schule) in Stade studierte Tören Rechtswissenschaften an der Universität Hamburg. Das Erste Staatsexamen legte er erfolgreich 1997 ab, das Zweite Staatsexamen folgte 2003. Seit 2004 arbeitete er als Rechtsanwalt in Hamburg.
Tören trat 1993 in die FDP ein. Er ist stellvertretender Bezirksvorsitzender Elbe/Weser und Mitglied im Landesvorstand Niedersachsen. Bei der Bundestagswahl 2009 wurde sein Einzug in den Bundestag durch den achten Listenplatz auf der Landesliste der FDP möglich. Er war Mitglied des Innenausschusses des Deutschen Bundestages und im ersten Bundestags-Untersuchungsausschuss zur Terrorgruppe Nationalsozialistischer Untergrund.
Durch das Scheitern der FDP an der Fünf-Prozent-Hürde war er im 18. Deutschen Bundestag nicht vertreten.
2015 verlor Tören in einer Kampfabstimmung den Vorsitz des FDP-Kreisverbandes Stade, den er bis dahin innehatte.

## Politische Standpunkte
Als Bundestagsabgeordneter und Koordinator der Bundesregierung für die maritime Wirtschaft und Tourismus sah Serkan Tören die Maritime Wirtschaft als bedeutenden Faktor für die Region und für ganz Deutschland an und setzte sich dafür ein, Reeder vor Ort, von der Reederei NSB als auch vom Verband Deutscher Reeder, mit Vertretern der Bundesregierung wie dem Parlamentarischen Staatssekretär Hans-Joachim Otto zusammenzubringen.
Tören setzt sich für einen gesetzlichen Rechtfertigungsgrund der religiös motivierten Beschneidung und ein Verbot der Ganzkörperverschleierung von Frauen im öffentlichen Raum ein.
Tören äußerte die prinzipielle Bereitschaft dazu, seinen Sohn – wenn er einen hätte – beschneiden zu lassen, auch wenn dies gegen ein Gesetz verstoßen würde.

## Kontroverse mit Bushido
Nachdem Serkan Tören den Burda Verlag aufgefordert hatte, dem Rapper Bushido den Bambi-Integrationspreis abzuerkennen, rief Bushido im Song Stress ohne Grund zur Gewalt unter anderem gegen Tören, Klaus Wowereit und Claudia Roth auf. Bushido textete: „Ich mach Schlagzeilen, fick deine Partei und ich will, dass Serkan Tören jetzt ins Gras beißt“. Sowohl Serkan Tören als auch Klaus Wowereit erstatteten daraufhin Strafanzeige gegen Bushido. Tören erklärte, er wolle mit seiner Strafanzeige ein Zeichen setzen. Bushido agiere mit den Texten gegen „Minderheiten, gegen Homosexuelle, gegen Andersdenkende.“ Die Staatsanwaltschaft Berlin erhob im September 2013 ihrerseits Anklage gegen Bushido wegen Volksverhetzung, Beleidigung und Gewaltdarstellung. Die Klage wurde Ende November 2013 vom Amtsgericht Berlin-Tiergarten mit Verweis auf die Kunstfreiheit abgewiesen.